# Paramulciber flavosignatus
Paramulciber flavosignatus är en skalbaggsart. Paramulciber flavosignatus ingår i släktet Paramulciber och familjen långhorningar.

## Underarter
Arten delas in i följande underarter:
- P. f. flavosignatus
- P. f. sumatranus